# Трайко Михайлов
Трайко Михайлов е български революционер, деец на Вътрешната македоно-одринска революционна организация и Върховния македоно-одрински комитет.

## Биография
Трайко Михайлов е роден в София и завършва прогимназия там. Четник е в четата на поручик Славчо Ковачев, а по-късно и в четата на поручик Борис Дрангов, с която участва в Илинденско-Преображенското въстание в Скопско. През 1904 е четник при Душо Желев, а на следващата година при Кръстю Българията. От май 1905 е началник на Виничкия революционен район. До 1907 участва в дейността на ВМОРО. През Балканската война е в редиците на 1-ви пехотен софийски полк.